# Bournazel (Aveyron)
Bournazel é uma comuna francesa na região administrativa de Occitânia, no departamento de Aveyron. Estende-se por uma área de 16,35 km². Em 2010 a comuna tinha 356 habitantes (densidade: 21,8 hab./km²).